# Държавно устройство на Швейцария
Швейцария е федерална парламентарна република с правителство, излъчвано от парламента, като всеки кантон има свое правителство, парламент и конституция. Швейцария се слави още с полупряката си демокрация на управление. Поне няколко избора се провеждат в рамките на една година, под формата на допитване за приемане или отхвърляне на особено важни за страната позиции в национален или международен план.

## Изпълнителна власт
Федералният съвет е органът на изпълнителната власт, избиран на всеки 4 години, но ако всеки един от 7 – те федерални съветника в него има желание, мандатът му може да бъде продължен. Всяка година от Съвета се избира президент на Конфедерацията по принципа на старшинството, длъжност, която реално не дава особена власт над останалите, а е чисто протоколна.

## Законодателна власт
Законодателната власт се състои от Федерално събрание с две равноправни палати – Национален съвет от 200 депутати, избирани на всеки 4 години, и Съвет на кантоните.